# 西浦用水

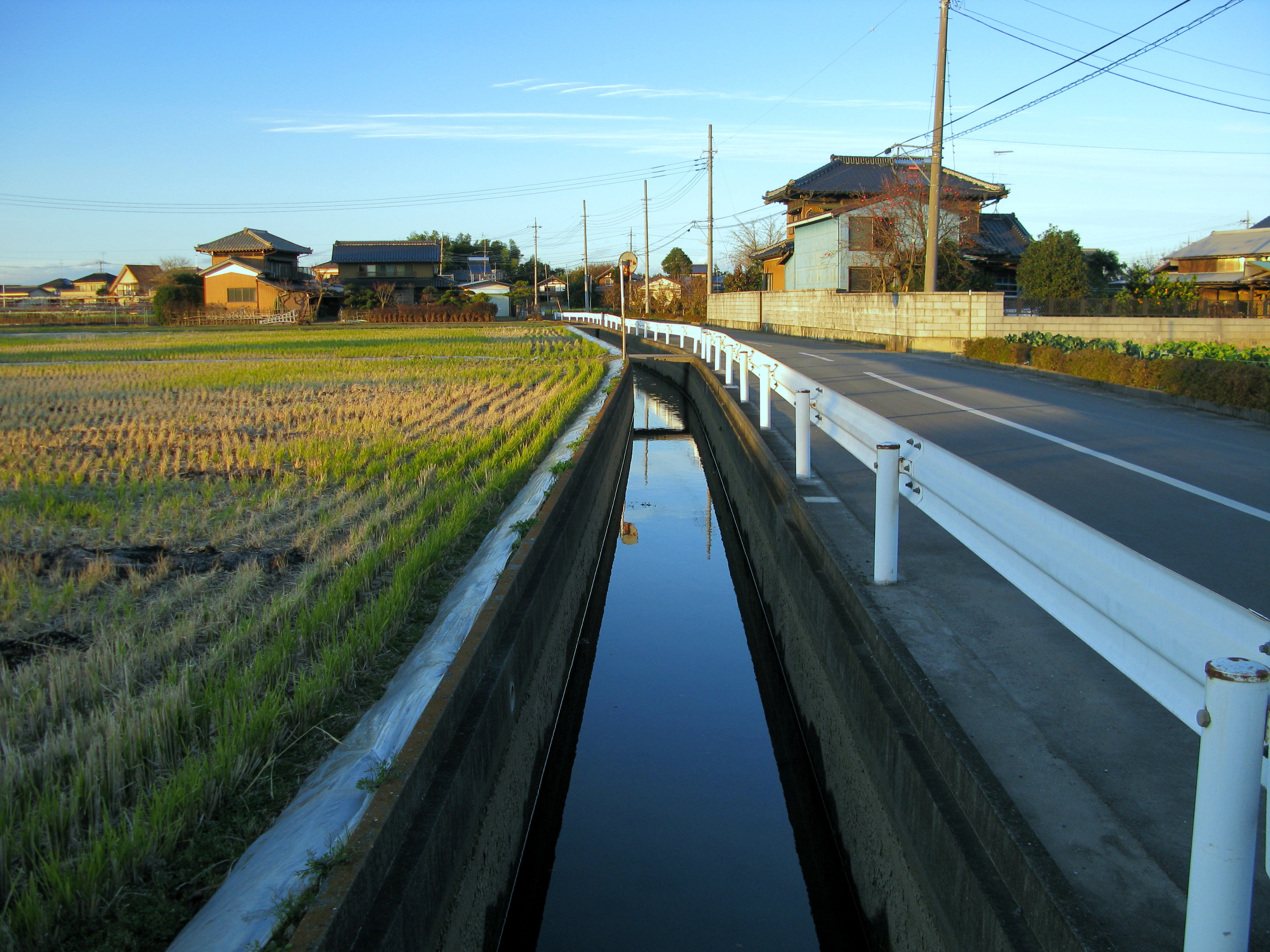
久喜市小林地区（2011年12月）

西浦用水（にしうらようすい）は、埼玉県久喜市（菖蒲区域）を主として流れる農業用水路である。

## 概要
この西浦用水は主として久喜市菖蒲町小林を灌漑している農業用水路である。流路は主に野通川の右岸側（南側）に並行し、その南方を流下している。
流域周辺は主に水田などの農地をはじめ、菖蒲町小林の集落も所在している。集落周辺では畑や梨畑なども存在している。詳細な流路に関しては下記の流路節を参照されたい。

## 流路
- 久喜市菖蒲町小林の西部を野通川の南側に並行し東南東へ流下する。途中、野通川に水門が設けられている付近にて野通川と離れ東南東へ流下する。
- 野通川と離れた付近より流域周辺は菖蒲町小林の集落となる。菖蒲町小林字中上付近を東南東に流下し、野通川橋梁「幸弁寺橋」の南方約100m付近にて流路を南へと変え、集落および梨畑などの中を流下する。
- 小林神社の東方にて曲流しながら、おおかた南へと流下する。
- 笠原菖蒲線を南へと横断し、約100m程流下した地点にて東南東へと流路を変え、菖蒲町小林字小下前・字上前谷・字野々宮前などの中を流下する。途中、川越栗橋線より約100m下流の地点にて北側より流下してくる水路と合流する。
- 野通川橋梁「細田橋」の南西約200mの地点にて西北西より流下してくる水路と合流する。
- 菖蒲町小林字新田前付近を東南東へ流下したのち、野通川の南側へと至り、野通川に並行し南側を流下する。この流域では西方より流下してくる水路と合流する。
- 野通川の南側に並行し菖蒲町柴山枝郷を東南東へ、野通川橋梁「神ノ木橋」付近より南東へ向かい流下する。
- 野通川橋梁「小塚橋」の西方付近にて西北西より流下してくる栢間堀川へと至り、合流・終点となる。
- 終点：栢間堀川

## 橋梁
- （埼玉県道310号笠原菖蒲線）
- （埼玉県道312号下石戸上菖蒲線）
- （埼玉県道12号川越栗橋線）
- 首都圏中央連絡自動車道高架（建設中）

## 周辺の施設
- 南彩農業協同組合 小林支店
- 久喜市立小林小学校
- 実野里フェイバリット・ガーデン
- 栢間排水機場